# Lada Largus
Lada Largus je karavanski automobil iz 2012. godine ruskog proizvođača AvtoVAZ. Praktički je istovjetan modelu Renault-Dacia Logan MCV verzije, a proizvodi se kao zajednički projekt Renaulta i Nissana.

## Povijest
Nakon što je AvtoVAZ uklonio Ladu Rivu iz proizvodnje, pokušao je poboljšati svoj ugled pri objavi o novim top modelima. Lada Largus je prvi zajednički projekt između AvtoVAZa i Renault-Nissana. Dio je šireg plana o zajedničkoj tvrtki za proizvodnju pet modela u Rusiji, a temelji se na Nissanovoj B0 platformi automobila. Bila je očekivana ukupna proizvodnja do oko 27.000 automobila u 2012. godini.
Lada Largus se proizvodi u tvornicama koje provode puni ciklus proizvodnje. Opremljen je klima uređajem, protukliznim sustavom kočenja, zračnim jastucima te MP3 uređajem. Dostupan je u dvije verzije: putnički karavan i kombi. Obje verzije su dostupne s bilo kojom od dvije opcije benzinskih motora: 1,6-litreni s 8 ventila ili 1,6-litreni sa 16 ventila. Povezani su petostupanjskim ručnim mjenjačem. Jedine značajne promjene u odnosu na izvorni model su rešetke, prednji branik i prednja svjetla.
Dana 4. travnja 2012., AvtoVAZ je pokrenuo proizvodnju Lade Largus na svečanosti kojoj je nazočio Vladimir Putin. Tijekom svog posjeta Toljatiju, Putin je obišao tvornicu i potpisao prvu Ladu Largus. Prodaja je započela 16. srpnja 2012. godine.

## Poveznice
- Lada (automobil)
- AvtoVAZ

## Galerija slika
- Largus sprijeda.
- Largus s boka.